# Freccia del Sud

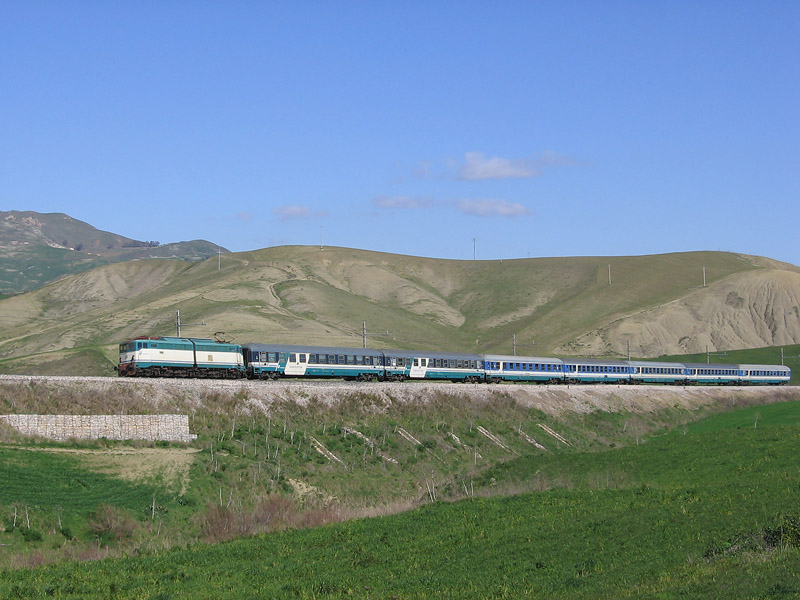
Freccia del Sud

De Freccia del Sud was een Italiaanse nachttrein tussen Milaan en Agrigento (Sicilië). De trein maakte zijn eerste rit in 1953, en reed op dagelijkse basis tussen het vasteland en Sicilië. De trein maakte daarvoor gebruik van de overzetboot tussen Messina Marittima en Villa San Giovanni.
In het voorjaar van 2007 werd de trein op enkele dagen beperkt tot Rome, waardoor er vanuit Milaan slechts drie vertrekken per week overbleven naar Agrigento. In oktober van datzelfde jaar werd dit door Trenitalia verhoogd tot viermaal per week. De reistijd over het 1600 kilometer lange traject Milaan-Agrigento bedroeg ongeveer 22 uur.
Op 1 maart 2010 verdween de Freccia del Sud uit de dienstregeling en werd de treindienst opgeheven. Er was wel nog sprake van een trein Rome-Agrigento, maar ook die hield op te bestaan eind 2010.
De Freccia del Sud maakte deel uit van het decor van enkele Italiaanse langspeelfilms en inspireerde Umberto Tozzi tot het schrijven van de single: Ripensando alla Freccia del Sud.